# Naturschutzgebiet Lanken (Mecklenburg-Vorpommern)
Koordinaten: 54° 7′ 12″ N, 13° 29′ 6″ O

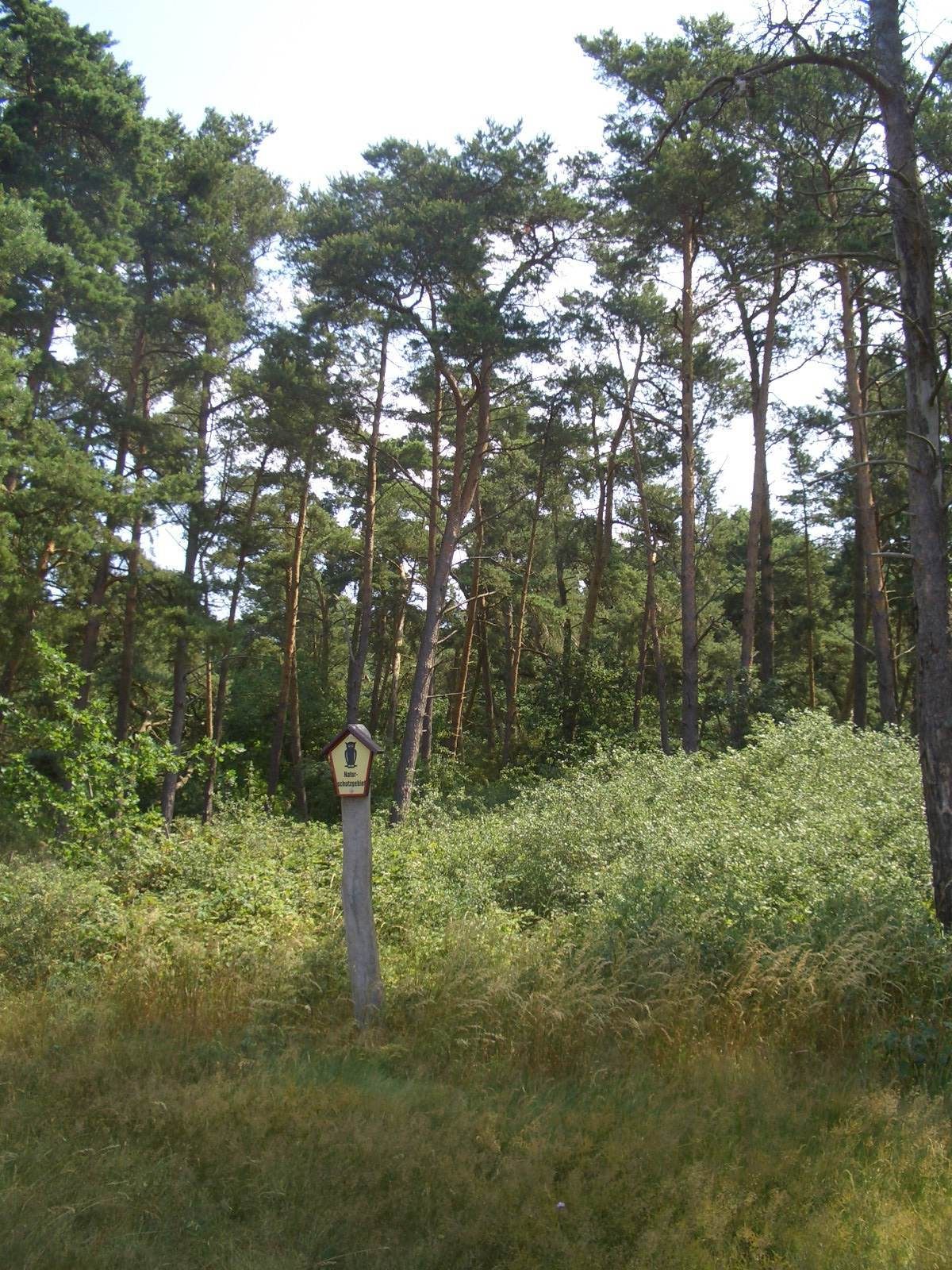
Bewaldete Küstendüne

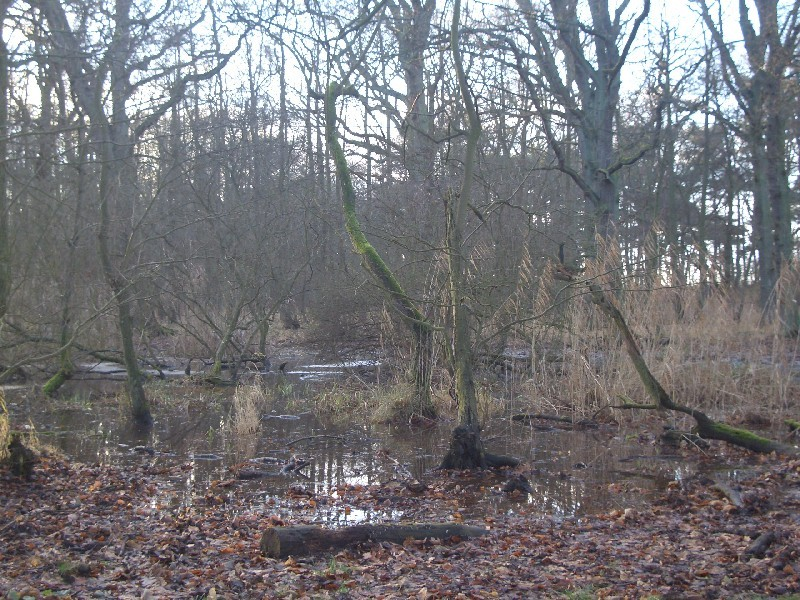
Feuchte Senke im Ostteil

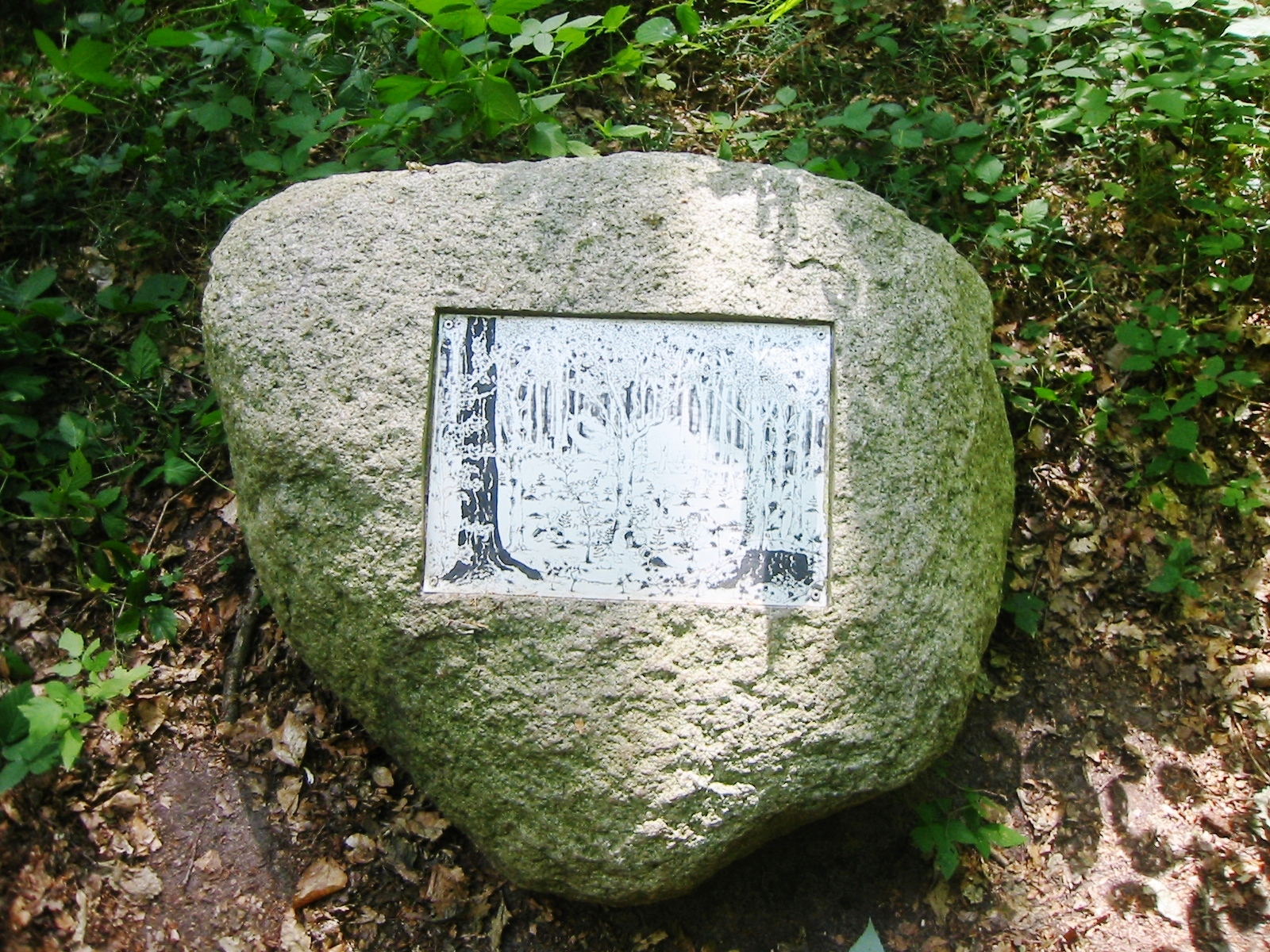
Findling im Schattenreich der Buche

Das Naturschutzgebiet Lanken ist ein 57 Hektar umfassendes Naturschutzgebiet in Mecklenburg-Vorpommern. Es befindet sich einen Kilometer nordwestlich des Ortes Ludwigsburg an der Südküste des Greifswalder Boddens.
Die Unterschutzstellung erfolgte am 12. Dezember 1957. Der Gebietszustand wird als unbefriedigend angesehen, da die alten Hudewaldeichen von Nadelbaumbeständen verdrängt werden. Die hydrologischen Verhältnisse wurden 1993 durch den Einbau eines Staus verbessert, wodurch das Gebiet vom Polder Ludwigsburg getrennt wurde. Das Gebiet ist auf einem Wanderweg begehbar. Mehrere Tafeln weisen auf die Besonderheiten der Flächen hin. Der Name Lanken leitet sich vom slawischstämmigen Toponym Lanke ab.

## Geschichte und Wasserhaushalt
Die heutigen Schutzgebietsflächen wurden durch die letzte Eiszeit und anschließende Prozesse der Ausgleichsküste geformt. Ein aufgeschobenes Kliff der Grundmoräne bildet die Ostgrenze. Westlich schließt sich eine Seesandebene an, als ein System aus Strandwällen und Riegen. Die Strandwälle im Nordwesten sind durch Dünen überlagert. Die Lanken war ein flacher Strandsee, der heute vollständig verlandet ist.
Die Schwedische Matrikelkarte von 1697 zeigt das Gebiet als Bruchwald mit Viehweide. Die Weidenutzung wurde bis in die 1930er Jahre fortgeführt. Nach deren Aufgabe erfolgte eine Aufforstung der freien Flächen mit Douglasie, Sitka-Fichte und Grau-Erle. Die Flächen wurden von einem Grabensystem durchzogen und seit 1976 mit Anschluss an den Polder Ludwigsburg entwässert. Der Grundwasserspiegel sank. Anfang der 1960er Jahre begann die touristische Nutzung des Bades Ludwigsburg. Eine Gaststätte wurde gebaut und eine Fährverbindung zum nahe gelegenen Greifswald bestand.

## Pflanzen- und Tierwelt
Im nordwestlichen Gebietsteil stockt Dünen-Kiefernwald mit Sand-Segge, Wiesen-Hafer und Schaf-Schwingel. Richtung Südost schließt sich ein Birken-Stieleichenwald an, der mit alten Hudewald-Eichen durchsetzt ist. Standortsfremde Nadelbäume finden sich durch Aufforstung. Östlich schließt das Gebiet auf höheren Lagen mit Eschen-Buchenwald, in dem die Waldhyazinthe, Siebenstern und Großes Zweiblatt vorkommen. Im Sommer können nachts Glühwürmchen beobachtet werden.
Zahlreiche Brutvögel wie Seeadler, Habicht und Waldschnepfe leben im Gebiet. Wespenbussard und Rohrweihe sind häufige Nahrungsgäste. Im Frühjahr und Herbst rasten größere Trupps von Rotdrosseln, Erlenzeisigen und Buchfinken. Der Dachs ist heimisch.

## Drachenreich Lanken
Im Jahr 2003 hat die Michel-Succow-Stiftung die Flächen übernommen. Durch Entnahme der standortsfremden Nadelgehölze soll die Gebietsentwicklung gefördert werden. Die Stiftung hat unter dem Titel „Drachenreich Lanken“ einen Naturlehrpfad eingerichtet, der insbesondere Kinder dazu animieren soll, sich mit der Fauna des Gebiets auseinanderzusetzen. Erzählt wird die Geschichte eines Drachen, dem der Wald überlassen wurde. Die Besucher werden entlang eines Themenweges durch das Pionierreich der Kiefer, das Zwischenreich der Eiche, das Gemeinschaftsreich der Esche, das Wasserreich der Erle sowie das Schattenreich der Buche geführt. An jeder Station befindet sich eine Sitzbank mit einem Findling, in dem ein Bild eingelassen ist. Es zeigt den Drachen und den Wald, wie er mit und ohne Nutzung durch den Menschen aussehen würde. An einer Fokusstele gilt es, ein Rätsel zu diesem Ort zu lösen.